# 若竹千佐子
若竹 千佐子 (わかたけ ちさこ、1954年 - ）は、日本の小説家。

## 略歴
岩手県遠野市出身。千葉県木更津市在住。岩手県立釜石南高等学校を経て、岩手大学教育学部を卒業。
大学卒業後は臨時教員を経て専業主婦となる。55歳のときに夫に先立たれ、長男からのすすめをきっかけに、元「海燕」編集長の根本昌夫が講師を務める早稲田大学エクステンションセンターの小説講座に通い始める。
2017年、『おらおらでひとりいぐも』で第54回文藝賞を史上最年長で受賞し、デビュー。2018年、同作で第158回芥川賞を受賞。黒田夏子に次いで芥川賞史上2番目の高齢受賞となった。同時受賞の石井遊佳も、根本昌夫が講師を務める別の小説教室の受講生であった。
2022年、『おらおらでひとりいぐも』のドイツ語版が、リベラトゥール賞を受賞した。

## 作品リスト

### 単行本
- 『おらおらでひとりいぐも』（河出書房新社、2017年11月 / 河出文庫、2020年6月）
- 『かっかどるどるどぅ』（河出書房新社、2023年5月）
- 『台所で考えた』（河出書房新社、2024年11月 ※エッセイ集）

### 雑誌掲載作品
小説
- 「おらおらでひとりいぐも」 - 『文藝』2017年冬号
- 「かっかどるどるどぅ」 - 『文藝』2020年冬季号 - 2022年秋季号

エッセイ等
- 「玄冬小説の書き手を目指す」 - 『群像』2018年1月号
  - 後に『ベスト・エッセイ 2019』（日本文藝家協会編、光村図書出版、2019年7月）に採録された。
- 「どうしよう」 - 『文學界』2018年3月号
- 「考えて来たこと」 - 『すばる』2018年3月号
- 「今年、初孫が産まれるんですよ」 - 『文藝春秋』2018年3月号
- 「山登り」 - 『週刊文春』2018年2月22日号
- 「母に会う」 - 『新潮』2018年4月号
- 「「ご褒美が欲しい」より「いい作品を書きたい」がまさり、書き続けてこられた。」 - 『公募ガイド』2018年4月号
- 「突然の夫の死が、私を変えた」 - 『婦人公論』2018年3月13日号
- 「夫と死別で得た自由」 - 『女性自身』2018年4月24日号
- 「一さじのカレーから」 - 『小説BOC 9』（中央公論新社、2018年4月）
- 「55歳からの学び直しで芥川賞作家になりました!」 - 『日経おとなのOFF』2018年5月号
- 「小説の功罪」 - 『北の文学』76号（2018年5月20日）
- 「デビュー作で"芥川賞"63歳の新人作家」 - 『ラジオ深夜便』2018年8月号
- 「土を掘る」 - 『暮しの手帖』4世紀97号（2018年11月24日）
- 「孤独を楽しんで生き抜く」 - 『週刊朝日』2019年5月10日号
- 「宴のあと」 - 『文藝春秋』2019年9月号

## ドキュメンタリー
- こころの時代「ひとりで生きる みんなで生きる 作家・若竹千佐子」（2023年9月3日、NHK Eテレ）[8]